# Estrecho Indispensable

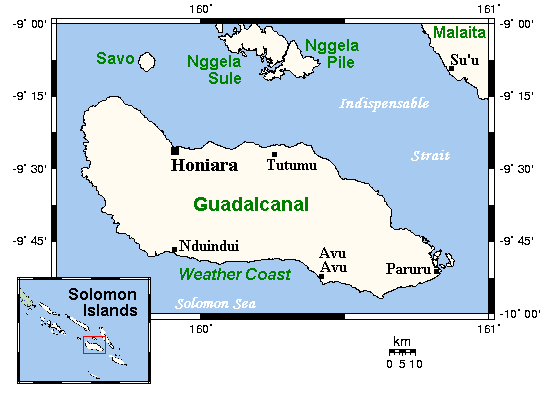
Estrecho Indispensable (NE de Guadalcanal)

El estrecho Indispensable (en inglés: Indispensable Strait) es un estrecho situado en las Islas Salomón, de unos 200 km entre la isla de Santa Isabel y Makira por el noroeste y las islas Florida y Guadalcanal por el  suroeste, y Malaita por el noreste.
- Datos: Q2074010
- Multimedia: Indispensable Strait / Q2074010